# Villa Hoogerheide

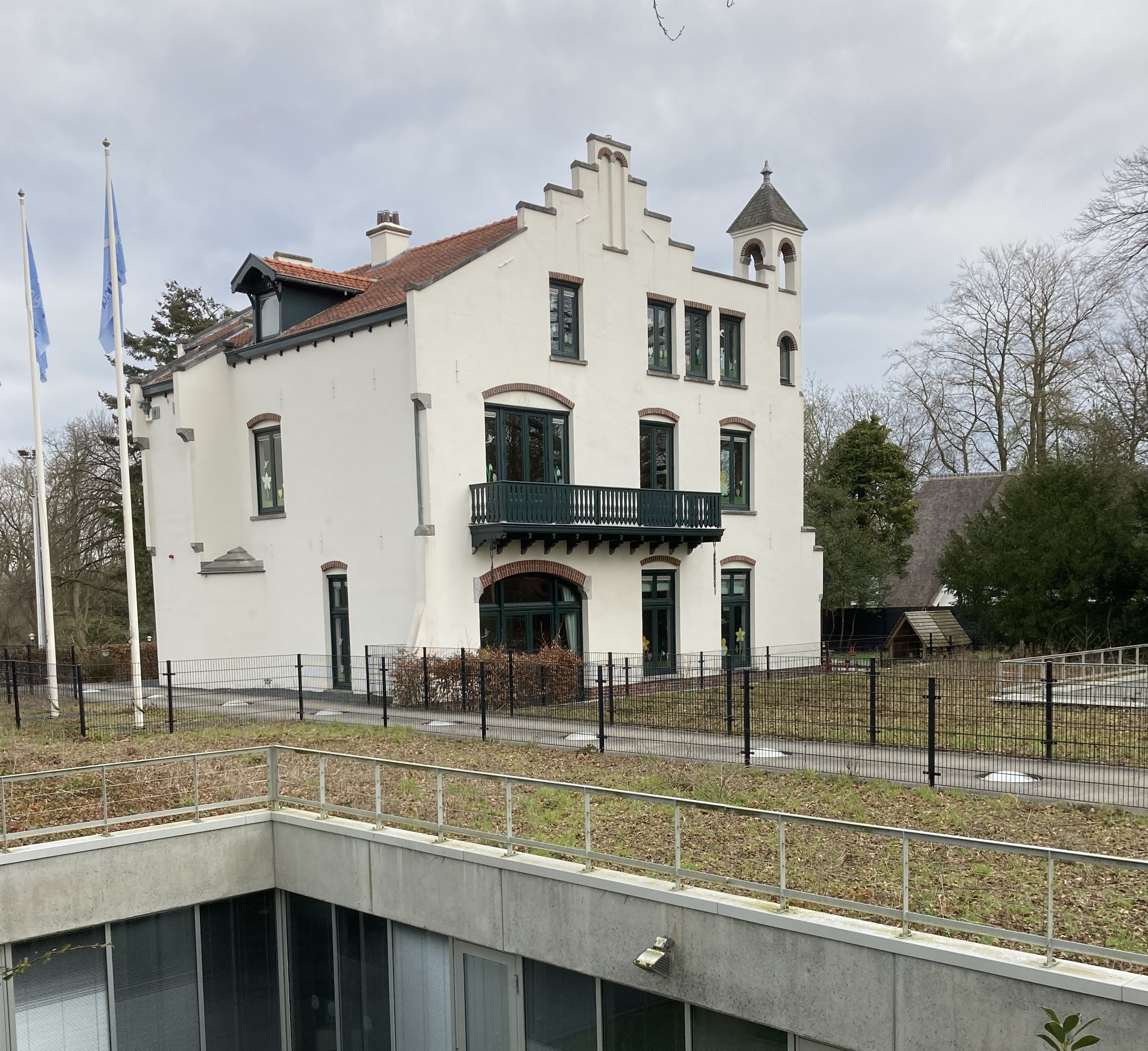
Villa Hoogerheide in 2021

Villa Hoogerheide is een van de vele villa's die Berlage voor vermogende opdrachtgevers heeft gebouwd.
De villa is een gemeentelijk monument en werd in 1892 opgeleverd en staat aan de Ceintuurbaan 2 in Hilversum.
Villa Hoogerheide werd aanvankelijk ook wel villa Hubrecht genoemd, naar de opdrachtgever en de eerste gebruiker van de villa.
Berlage ontwierp ook een villa aan de Ceintuurbaan no. 14, maar deze is in 1961 afgebroken.

## Ontwerp
De villa staat op een natuurlijke hoogte waardoor er aanvankelijk een weids uitzicht naar het noorden was. Aan de zuidkant heeft het een karakteristieke gevel, inclusief torentje, die te zien is vanaf de binnenring van Hilversum. Alle gevels zijn witgepleisterd.
Vanuit de entree stap je de centrale, hoge en verlichte hal binnen. De haard hier is een opvallend ornament. De spreuk op de haardmantel ‘Eeuwigh gaat voor oogenblick’ is de laatste strofe van een gedicht van Joost van den Vondel.
Al lang heeft de villa geen woonfunctie meer. Tot 2009 bood het onderdak aan het hoofdkantoor van Matser Bouwen, een middelgrote bouwprojectondernemer. Sinds 2012 exploiteert kinderopvang organisatie Koningskinderen uit 't Gooi er een kinderdagverblijf met buitenschoolse opvang.

## Aanpassing
In 1998 heeft de Belgische architect Jo Crepain onder het maaiveld een verdieping extra gebouwd. Hiermee is de grootte van het kantooroppervlak verdubbeld. Omdat kantoormedewerkers volgens ARBO-wetgeving voldoende daglicht en uitzicht naar buiten moeten hebben, zijn er uitsparingen uitgegraven die voldoende zicht en zonlicht naar de lager gelegen kantoorruimten brengen. Over de verdieping blijft de originele gevel goed zichtbaar voor het voorbijrijdende verkeer.